# Stellaire rotatie

Deze artistieke impressie vertoont de oblate vorm van de ster Achernar veroorzaakt door de snelheid van de rotatie.

Stellaire rotatie is de draaiing van een ster. De rotatiesnelheid of hoeksnelheid kan gemeten worden uit het spectrum van de ster, of door de tijdsduur van beweging van de actieve gebieden aan het oppervlak te meten.
De rotatie van een ster produceert een uitzetting van materie rond de evenaar vanwege de middelpuntvliedende kracht. Aangezien sterren niet in een vaste aggregatietoestand verkeren, kan er differentiële rotatie in plaatsvinden. Bij dit effect zal de ster rond zijn evenaar een andere hoeksnelheid hebben dan bij de hogere breedtegraden. Dit verschil in rotatiesnelheid in een ster kan weleens een belangrijke rol spelen in het genereren van een magnetisch veld.
Het magnetisch veld van een ster heeft interactie met de sterrenwind. Hoe verder de wind van de ster verwijderd is hoe langzamer hij beweegt. Het magnetische veld van de ster veroorzaakt tractie op de wind, wat ook weerslag heeft op de rotatiesnelheid van de ster, die hierdoor (heel) langzaam afneemt.

## Metingen
Tenzij de ster direct op de pool wordt waargenomen, zullen gedeelten van het oppervlak beweging van of naar het observatiepunt vertonen. De beweging die in de richting naar het observatiepunt beweegt noemen we de radiële snelheid. Voor het gedeelte van het oppervlak dat naar het observatiepunt beweegt is de straling naar een hogere frequentie verschoven vanwege het dopplereffect. Voor het deel dat van het observatiepunt weg beweegt geldt dat de frequentie lager is. Wanneer de absorptielijnen van een ster worden bekeken zorgt deze verandering aan het eind van elk spectrum ervoor dat de lijnen verbreden. Echter moet men voorzichtig zijn om deze verbreding niet te verwarren met andere effecten die dit ook kunnen veroorzaken.

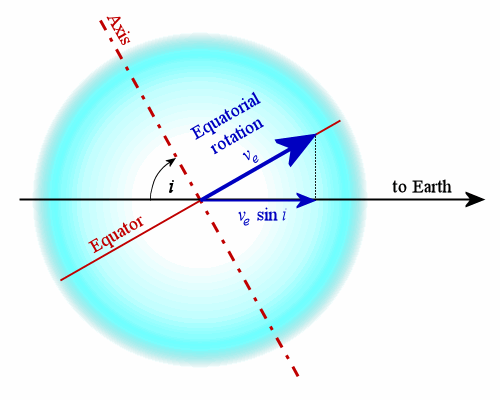
Deze ster heeft een inclinatiehoek i ten opzichte van een observeerder vanaf de Aarde en heeft de hoeksnelheid v_{e} op zijn evenaar.

 Het gedeelte van de radiële snelheid zichtbaar door lijnverbreding hangt af van de glooiingshoek van de pool van de ster ten opzichte van de waarnemingsrichting. De verkregen waarde wordt gegeven als {\displaystyle v_{e}\cdot \sin i}, waarbij ve niet altijd bekend is, dus geeft het resultaat een minimale waarde voor de radiële snelheid van de ster. Tenminste, als i niet een rechte hoek is, want dan is de eigenlijke snelheid groter dan {\displaystyle v_{e}\cdot \sin i}. In snel roterende sterren kan polarimetrie een goede manier zijn de werkelijke snelheid in plaats van alleen de rotatiesnelheid te meten; deze methode is tot dusver alleen op Regulus toegepast.
Voor sterren uit de reuzentak kan atmosferische microturbulentie resulteren in lijnverbreding wat het effect van de rotatie verbloemt. Soms kan gravitationele microlensing hierbij een uitkomst bieden. Dit effect treedt op wanneer een massief object voor de verder gelegen ster schuift en als een lens het zicht op de ster kort vergroot. De meer gedetailleerde informatie hieruit verkregen kan men in staat stellen de effecten van de turbulentie van die van rotatie te onderscheiden.
Als een ster magnetische oppervlakteactiviteit vertoont zoals zonnevlekken, kunnen deze kenmerken worden gebruikt om de rotatiesnelheid te meten. Echter kunnen zulke kenmerken zich ook op andere locaties dan de evenaar vormen, ook kunnen de kenmerken over het oppervlak bewegen. Differentiële rotatie kan dus verschillende metingen opleveren. Magnetische activiteit van sterren wordt meestal geassocieerd met hoge rotatiesnelheid, dus kan deze techniek gebruikt worden om deze sterren te meten. Observatie van zonnevlekken heeft aangetoond dat deze kenmerken zelfs verantwoordelijk kunnen zijn voor een verschil in rotatiesnelheid van de ster, omdat het magnetisch veld de plasmastroom in een ster kan beïnvloeden.

## Fysieke effecten

### Planetaire afplatting
Onder invloed van de zwaartekracht trekken hemellichamen zich samen tot een perfecte bol, de vorm waarin alle massa zich zo dicht mogelijk bij het zwaartepunt bevindt. Een roterende ster heeft echter geen bolvorm, maar vertoont een afgeplatte vorm met uitstulpingen rond de evenaar. Dit effect wordt planetaire afplatting genoemd.
Als een roterende protoster in schijfvorm samentrekt om een ster te vormen wordt de vorm steeds meer bolvormig, maar deze samentrekking zal niet leiden tot een perfecte bolvorm. Rond de polen werkt de zwaartekracht beter dan rond de evenaar waar deze wordt tegengewerkt door de middelpuntvliedende kracht. De uiteindelijke vorm van de ster na het stervormingsproces is een evenwichtsvorm, dat wil zeggen dat de zwaartekracht het hemellichaam rond de evenaar niet verder in bolvorm krijgt. Het theorema van von Zeipel gaat hier verder op in.
Een extreem voorbeeld van planetaire afplatting vindt men bij de ster Regulus (α Leonis A). De evenaar van deze ster heeft een gemeten rotatiesnelheid van 317 ± 3 km/s. Dit is bij een rotatieperiode van 15,9 uur, dit betreft 86% van de snelheid waarbij de ster massa aan de oppervlakte zou gaan verliezen. De straal rond de evenaar is 32% groter dan bij de polen. Andere snel roterende sterren zijn Alpha Arae, Pleione, Wega en Achernar.

### Differentiële rotatie
Differentiële rotatie aan de oppervlakte is geobserveerd op sterren zoals de zon, waar de hoeksnelheid varieert met de breedtegraad. Over het algemeen geldt dat hoe hoger de breedtegraad hoe hoger de snelheid. Het tegenovergestelde is echter ook waargenomen, zoals bij ster HD 31993. De eerste ster waarbij de differentiële rotatie in kaart is gebracht na onze zon is AB Doradus.
De onderliggende oorzaak van differentiële rotatie is convectie in een ster. Convectie transporteert energie naar het oppervlak door het bewegen van het plasma. Deze massa van plasma draagt een gedeelte van de rotatiesnelheid van de ster.
De interactie tussen delen van een ster met grote verschillen in rotatie is een mogelijke oorsprong voor de processen die het magnetisch veld van de ster genereren. Er zijn tevens complexe uitwisselingsprocessen tussen de rotatieverdeling van de ster en het magnetisch veld, waarbij magnetisme in kinetische energie wordt omgezet wat de dispersie van snelheid verandert.

## Het afremmen van de rotatie

### Tijdens de formatie
Het vormen van sterren is het resultaat van het ineenstorten van een wolk van koel gas en stof. Bij deze ineenstorting zorgt de wet van behoud van impulsmoment ervoor dat er een draaiende schijfvorm ontstaat. In het dichte centrale punt vormt zich een protoster, die verhit raakt door de potentiële energie van de ineenstortende massa van de wolk.
Als de ineenstorting vordert, kan de rotatie dusdanig toe nemen dat de accreterende protoster uit elkaar valt onder invloed van de middelpuntvliedende kracht rond de evenaar. Daarom zal de hoeksnelheid tijdens de eerste 100.000 jaar van de formatie moeten afremmen om dit scenario te voorkomen. Een mogelijke oorzaak voor deze benodigde afremming is de interactie van het magnetisch veld van de protoster met de sterrenwind. De uitdijende wind draagt het impulsmoment met zich mee en veroorzaakt zo de afremming van de rotatiesnelheid van de vormende protoster.
| Spectraal klasse | ve (km/s) |
| ---------------- | --------- |
| O5               | 190       |
| B0               | 200       |
| B5               | 210       |
| A0               | 190       |
| A5               | 160       |
| F0               | 95        |
| F5               | 25        |
| G0               | 12        |

Het grootste deel van de sterren uit de hoofdreeks met een spectraalklasse tussen O5 en F5 vertonen een hoge rotatiesnelheid. Voor sterren in deze orde van grootte geldt dat de gemeten hoeksnelheid toeneemt met de massa. De piek van deze toename vindt men bij jonge, gigantische B-type sterren. Net zoals de levensverwachting van een ster afneemt met de toename van de massa, is een overeenkomstig kenmerk het snel afnemen van de hoeksnelheid met de leeftijd.

### Na de formatie
Voor sterren uit de hoofdreeks kan de afname van de rotatiesnelheid ruwweg worden berekend met de volgende formule:
{\displaystyle \Omega _{e}\propto t^{-{\frac {1}{2}}}}
waarbij {\displaystyle \Omega _{e}} de rotatiesnelheid op de evenaar is en t de leeftijd van de ster voorstelt. Dit verband heet de wet van Skumanich sinds de ontdekking ervan in 1972 door Andrew P. Skumanich, later bleek dit al veel eerder te zijn voorgesteld door Évry Schatzman. Gyrochronologie is het vaststellen van de leeftijd van een ster gebaseerd op de rotatiesnelheid, gekalibreerd op de eigenschappen van de zon.
Sterren verliezen langzaam massa door het uitzenden van deeltjes via de sterrenwind uit de fotosfeer. Het magnetisch veld van de ster oefent tractie uit op de uitgestoten materie, resulterend in een verlies van impulsmoment van de ster. Sterren met een grotere rotatiesnelheid dan 15 km/s vertonen ook massaverlies en als gevolg hiervan een snellere afname van rotatiesnelheid. Als de rotatiesnelheid dus afneemt door dit remmingseffect, neemt de afname van het impulsmoment ook minder hard af. Onder deze omstandigheden komen sterren steeds dichter bij het opheffen van hun rotatie, maar zullen dit punt nooit helemaal bereiken.

## Dubbelsterren
Het dubbelstersysteem kent vele variaties. Dit artikel gaat verder in op de systemen waarbij de gemiddelde afstand tussen deze sterren van dezelfde orde van grootte is als hun diameter. Bij deze afstanden kunnen complexe interacties plaatsvinden, zoals getijdenwerking, massaoverdracht en zelfs botsingen. Getijdenwerking in zo'n dubbelster kan resulteren in schommelingen in de omloop en rotatiewaardes. Het totale impulsmoment van het stersysteem blijft gelijk, maar deze energie kan fluctueren in de omloopperioden en rotatiesnelheden.
Beide leden van het dubbelstersysteem veroorzaken getijdenwerking door hun zwaartekracht. Echter kunnen deze getijdebulten een fractie verschuiven ten opzichte van de richting van de zwaartekrachtvector. Hiermee zal de zwaartekracht een tractie creëren in deze getijdebult, waardoor er impulsmoment wordt overgedragen (zie ook: getijdenversnelling). Dit veroorzaakt een langzame krachtenevolutie in het stersysteem, hoewel er ook een evenwichtstoestand kan worden bereikt. Het effect kan complexer worden wanneer de rotatieas niet loodrecht op de omloopbaan staat. Als de rotatiesnelheid te hoog wordt zal er massaverlies rond de evenaar plaatsvinden. Als er contact plaats vindt, of de sterren grenzen aan elkaar, kan de massaoverdracht van een ster naar de begeleider resulteren in een flinke impulsoverdracht.

## Sterren van ontaarde materie
Nadat een ster klaar is met het fusieproces van zijn materie kan het veranderen in een compacte, ontaarde, kleinere versie van zichzelf. Tijdens dit proces worden de afmetingen van de ster enorm kleiner, wat een grote toename in rotatiesnelheid tot gevolg kan hebben.

### Witte dwerg
Een witte dwerg is een ster die bestaat uit materie dat een bijproduct is van thermonucleaire fusie uit de eerdere perioden van zijn bestaan. Het is een compact hemellichaam dat voor het grootste gedeelte bestaat uit ontaarde materie, wat voorkomt dat de ster verder ineenklapt en een nog hogere dichtheid bereikt. Over het algemeen hebben witte dwergsterren een trage rotatie, waarschijnlijk het resultaat van impulsmomentverlies toen de eerdere fase van de ster zijn buitenste schillen uitstootte (zie planetaire nevel).
Een traag roterende witte dwergster kan de Chandrasekhar-limiet van 1,44 zonsmassa niet overschrijden zonder ineen te storten en een neutronenster te vormen of te ontploffen als een Type 1a supernova.
Indien een witte dwerg een grotere massa verkrijgt door bijvoorbeeld accretie of een botsing, zou de zwaartekracht te sterk worden voor de tegendruk van de ontaarde materie. Heeft de dwerg echter een hoge rotatiesnelheid, zal de zwaartekracht rond de polen minder zijn, waardoor de dwerg toch over de Chandrasekhar-limiet heen kan gaan.

### Neutronenster

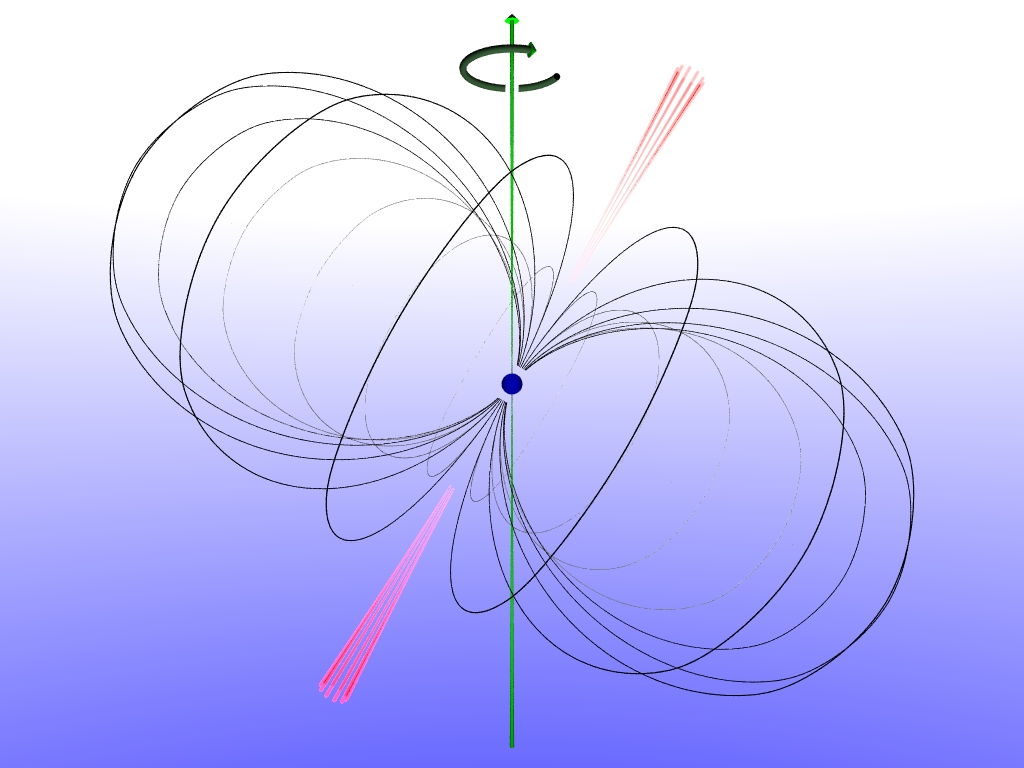
De neutronenster (in het midden) zendt straling uit van zijn magnetische polen. Deze stralen volgen een kegelvormige baan rond de rotatieas.

Een neutronenster is een zeer compact overblijfsel van een ster dat hoofdzakelijk uit neutronen bestaat. Deze deeltjes, die in de meeste atoomkernen te vinden zijn, hebben geen elektrische lading. De massa van dit soort sterren is tussen de 1,2 en 2,1 zonsmassa's. Een jonge neutronenster kan een zeer hoge rotatiesnelheid vertonen van wel honderd rotaties per seconde.
Pulsars zijn snel roterende neutronensterren met een magnetisch veld. Een nauwe straal van elektromagnetische straling wordt op de polen uitgezonden. Als een van deze stralen naar de aarde gericht is, kan dit een meetbaar periodiek signaal opleveren. De uitgezonden straling van het magnetisch veld vertraagt langzaam maar zeker de rotatiesnelheid, bij oudere pulsars kunnen er zelfs een aantal seconden tussen het signaal zitten.

### Zwart gat
Een zwart gat is een hemellichaam waarbij de zwaartekracht dusdanig krachtig wordt geacht dat het licht niet toestaat te ontsnappen. De wetenschap heeft nog niet alle vragen over dit fenomeen beantwoordt. Een theorie is dat bij de geboorte, uit het ineenstorten van een roterende massa, het gat het impulsmoment behoudt dat niet via het uitgeschoten gas verloren gaat. Deze rotatie heeft dan een effect op een oblaatvormig volume rond het zwarte gat, genaamd de 'ergosfeer', wat het zwarte gat dan als het ware met zich mee sleept. Materie dat in dit volume terecht zou komen zou energie uit dit proces opnemen en zonder in het zwarte gat te verdwijnen er weer uit kunnen komen. Als deze materie uitgestoten is zou het zwarte gat rotatiesnelheid hebben verloren. Dit heet dan het Penrose-proces.